# Lega calcidica
La Lega calcidica (in greco antico: Κοινόν τῶν Χαλκιδέων?, "Koinon della penisola Calcidica  o olintiano" o Χαλκιδεῖς ἐπί Θρᾴκης Calcidiese di Tracia per distinguerla dai Calcidiesi di Eubea)  fu uno Stato federale esistente, sulle rive del nord-ovest del Mar Egeo, da circa il 430 a.C. fino alla sua distruzione, da parte di Filippo II di Macedonia, nel 348 a.C.

## Storia

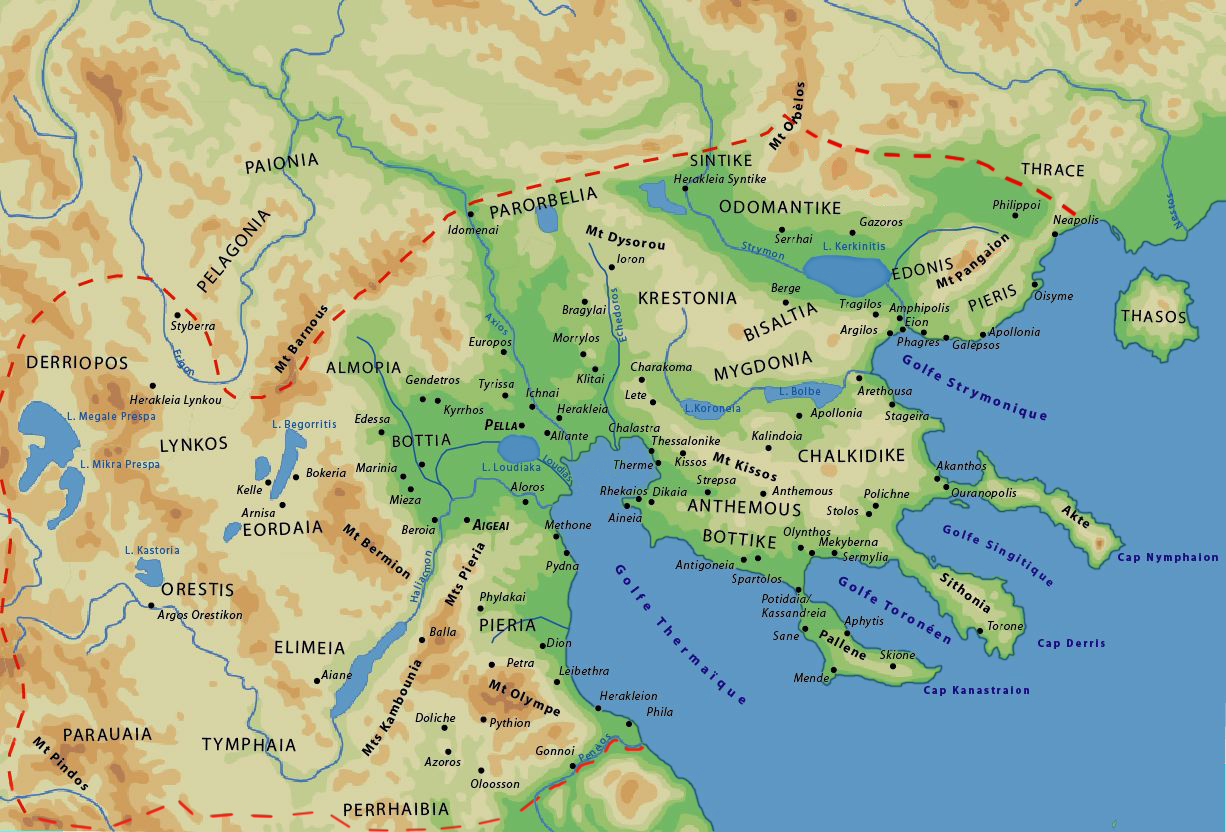
Macedonia e penisola Calcidica

La penisola Calcidica prende il suo nome da Calcide, polis d'Eubea, che la colonizzò probabilmente durante la prima metà dell'VIII secolo a.C. La colonizzazione cominciò dalla Sitonia, quella centrale tra le tre penisole minori digitiformi della Calcidica. 
La prima e più importante delle colonie calcidesi fu Torone. In seguito, Calcide colonizzò anche altri siti lungo la costa che, a loro volta, fondarono insediamenti secondari. La penetrazione calcidese nell'entroterra fu graduale e probabilmente accompagnata dall'espulsione dei nativi Sitòni ed Edòni. 
Strabone ci informa che le poleis calcidesi di Tracia erano circa 30: furono certamente calcidesi Assera, Piloro, Singo, Gale, Meciberna, Sarte, Sermilia, Arne, Stolo, Policne e Miltoro. Probabilmente calcidesi furono anche Tinde, Scapsa, Cita, Smilla, Gigono, Esa, Lipasso, Combrea, Fegeto, Scabla, Pistaso, Zerea e Testoro. Infine, è ipotizzabile un'origine calcidese anche per Cossea, Strepsa, Serme, Chedrolo e Otoro.
Cleone aveva un'importante comunità calcidese, ma la sua popolazione era prevalentemente barbarica, pelasga. Sane, Acanto e Stagira furono fondate da Andro con un importante contributo calcidese. Olinto appartenne ai Bottiei fino al 479 a.C., quando in seguito ad una rivolta fu consegnata ai Calcidesi dai Persiani come ricompensa della loro lealtà.
Le poleis calcidesi, benché affratellate tra loro, non costituirono subito una vera e propria confederazione: questa si cementò soltanto nel 432 a.C., quando i Calcidesi si ribellarono ad Atene (insieme con Potidea ed i Bottiei) e scelsero come propria capitale Olinto. Esattamente ciò che prese forma è oggetto di disputa accademica.  Secondo i termini della pace di Nicia del 421 a.C., Atene e Sparta avevano convenuto che si sarebbe dovuto suddividere questo nuovo soggetto, ma sembra chiaro che Atene non riuscì a far rispettare questa parte dell'accordo.  Comunque, poiché la penisola Calcidica non era più l'arena del conflitto tra Atene e Sparta, non se ne discusse più da quel momento fino al 393 a.C.
Nel 393, Aminta III di Macedonia trasferì temporaneamente parti di territorio ad Olinto durante un periodo in cui era stato cacciato dalla Macedonia dagli Illiri. Questi territori tornarono sotto la sua giurisdizione quando Aminta riprese il potere. Otto anni più tardi, Aminta era di nuovo nei guai e consegnò il territorio, questa volta alla Lega. La Lega però non fu così pronta a restituire quello che aveva avuto, compresa Pella, la capitale della Macedonia. In questa fase di grandezza, la confederazione s'era espansa fino a comprendere anche poleis non calcidesi, come Anfipoli, Potidea, Scione. Nel 383 a.C., Aminta si appellò a Sparta e allo stesso tempo un appello simile giunse anche da  Acanto e  Apollonia, due città membri della Lega, le quali sostennero che l'adesione alla Lega non era stata volontaria, ma applicata in punta di spada. Sparta fu sottile nel rispondere alla richiesta. Tra gli alleati di Sparta non c'era animosità contro Lega calcidica, tuttavia, quando venne posta la questione, paura o fastidio spinsero Sparta a rispondere in maniera positiva. Una forza di 10 000 fu autorizzata a partire. Un primo nucleo di 2 000 venne inviato al comando di Eudamida, con conseguente separazione dalla lega di Potidea.
La lotta fu lunga e ardua. Teleutia, il fratellastro del re spartano, Agesilao (o Agesilao II), venne ucciso e Agesipoli subì pesanti perdite prima di morire di febbre. Tuttavia, nel 379 a.C. le città della ex Lega divennero "autonome" e alleate soggette a Sparta. Freeman valuta lo scioglimento spartano della Lega come uno degli "eventi più calamitosi" nella storia ellenica; a suo avviso, la Lega che univa le città greche del nord con le città più ellenizzate della Macedonia avrebbe impedito l'ascesa di Filippo II di Macedonia, che successivamente distrusse la Lega calcidica.

## Organizzazione interna
La forma strutturale della Lega è incerta. Sembra che fosse uno Stato veramente federale con leggi e monete comuni e fu probabilmente basata sulla Lega di Beozia. I diritti politici è probabile che fossero stati riservati a un gruppo di 8 000 persone designate per censo. Incorporava la maggior parte, ma non tutte le colonie eubee della penisola Calcidica. Il simbolo dei Calcidesi era la cetra, scolpito sulle monete della Lega.